# Frutigen
Frutigen – gmina (niem. Einwohnergemeinde) w Szwajcarii, w kantonie Berno, w regionie administracyjnym Oberland, siedziba okręgu Frutigen-Niedersimmental.

## Demografia
We Frutigen mieszka 6 967 osób. W 2020 roku 7,5% populacji gminy stanowiły osoby urodzone poza Szwajcarią.

## Transport
Przez teren gminy przebiega droga główna nr 223.